# Ramboldia stuartii
Ramboldia stuartii är en lavart som först beskrevs av Hampe, och fick sitt nu gällande namn av Kantvilas & Elix. Ramboldia stuartii ingår i släktet Ramboldia och familjen Lecanoraceae.   Inga underarter finns listade i Catalogue of Life.